# ديجيتال ريسيرش
ديجيتال ريسيرش كانت شركة برمجيات أمريكية خاصة تأسست عام 1974 على يد غاري كيلدال، وكان مقرها الرئيسي يقع في مدينة باسيفيك غروف بولاية كاليفورنيا في الولايات المتحدة الأمريكية قبل أن يتم نقل المقر الرئيسي إلى مدينة مونتيري بولاية كاليفورنيا. عملت شركة ديجيتال ريسيرش منذ تأسيسها على تسويق وتطوير نظام التشغيل سي بي / م، إلى جانب أنظمة التشغيل الأخرى من بنية 8 بت و16 بت و32 بت، مثل نظام إم بي/م ونظام الدوس المتزامن، ونظام فليكس، ونظام الدوس متعدد المُستخدمين، ونظام دوس بلس، ونظام دي آر دوس ونظام جي إي إم. كانت ديجيتال ريسيرش هي أول شركة برمجيات كبيرة تقتحم عالم الحواسيب الصغيرة.

## التاريخ
كان غاري كيلدال يعمل مُحاضرًا في الكلية البحرية للدراسات العليا في مدينة مونتيري بولاية كاليفورنيا، عندما بدأ عمله في شركة إنتل عام 1972 كمستشار تقني للشركة. وبحلول عام ١٩٧٤، كان غاري كيلدال قد طوّر برنامج مراقبة التحكم، وهو أول نظام تشغيل أقراص للحواسيب الصغيرة. وفي عام ١٩٧٤، أسس غاري كيلدال شركة إنترغالاكتيك ديجيتال ريسيرش، والتي تولّت زوجته إدارة شؤون الجانب التجاري منها، وسرعان ما بدأت الشركة العمل تحت اسمها المختصر ديحيتال ريسيرش. كانت أنظمة التشغيل التي تطورها الشركة، بدءًا من نظام التشغيل سي بي/م المخصص للحواسيب الصغيرة القائمة على معالجات زلوغ زد 80 وإنتل 8080، هي المعيار الفعلي في عصرها. تضمنت مجموعة منتجات شركة ديجيتال ريسيرش نظام سي بي/م الأصلي ذي بنية 8 بت، بالإضافة إلى إصداراته الفرعية مثل نظام التشغيل إم بي/م الذي صدر عام 1979، وهو إصدار متعدد المهام ومتعدد المستخدمين من نظام التشغيل سي بي/م. وبعد أن طرحت شركة مايكروسوفت نظام التشغيل إم إس-دوس المستند إلى نظام تشغيل سي بي/م، أصدرت شركة ديجيتال ريسيرش نظام سي بي/م-86، وهو أول نظام تشغيل يستند إلى بنية 16 بت، وكان من المفترض له أن يصبح منافسًا مباشرًا لنظام مايكروسوفت دوس، ثُم عُدل هذا النظام في أوائل عام 1982 لكي يناسب أجهزة حواسيب آي بي إم الشخصية، وفي عام 1981 أيضًا طرحت شركة ديجيتال ريسيرش إصدارًا متعدد المهام من نظام التشغيل إم بي/م-86، ثُم طرحت في العام التالي الإصدار المتزامن من سي بي/م، وهو إصدار أحادي المستخدم، ولكنه يتميز بوحدات تحكم افتراضية يمكن من خلالها تشغيل التطبيقات بشكل متزامن. اتسم تاريخ شركة ديجيتال ريسيرش بسمعة سيئة، حيث وصفها الصحفي والباحث الأمريكي جيري بورنيل في عام 1982 بأنها تبدو مشفرة ومترجمة إلى اللغة السواحيلية. ووصفت شركة إنفوورلد أدلة نظام سي بي/م الخاصة بالشركة الخاصة بأنها غير مكتملة،